# Karl Sardagna
Karl Sardagna (* 10. Januar 1731 in Trient, Fürstbistum Trient; † 22. August 1775 in Regensburg, Oberpfalz) war ein Jesuit und Religionslehrer.

## Leben
Sardagna stammte aus dem alten Geschlecht der Freiherren Sardagna von Thun und Hohenstein.  
Er studierte an der Universität in München und trat dort auch in die „Gesellschaft Jesu“ ein. Sein Studium beendete er 1758 erfolgreich am Kolleg zu Altötting mit Arbeiten über Dogmatik und Exegese. 1768 nahm Sardagna einen Ruf als Professor der Dogmatik und Polemik an das bischöfliche Lyceum in Regensburg an; es war eine der letzten Amtshandlungen von Bischof Clemens Wenzeslaus von Sachsen, als er Sardagna an sein Kolleg holte. 
Als Papst Clemens XIV. 1773 den Jesuitenorden auflöste, blieb Sardagna als „weltlicher“ Pädagoge an der Schule. Bis zu deren Auflösung betreute er dort die Bibliothek und wirkte im Bistum Regensburg als Examinator synodalis.

## Werke (Auswahl)
- Theologia dogmatico-polemica qua adversus veteres novasque haereses ex scriptivis patribus atque ecclesiastica historica catholica veritas propugnatur. 1819/20 (9 Bde.)